# Heaven Shall Burn
Heaven Shall Burn é uma banda de metal extremo formada em 1996 proveniente da cidade de Erfurt, na Alemanha. Alguns músicos da banda se declararam straight edge. São considerados um dos principais nomes do metal moderno.

## História
Heaven Shall Burn foi criada no outono de 1996, sob o nome Consense.
Em 1998 a banda gravou o EP In Battle There Is No Law. Seguiu-se um álbum split com a banda Fall of Serenity, em 99. Após estes lançamentos, a editora Lifeforce Records interessou-se pela banda.
Após a gravação do EP, a banda muda o nome para Heaven Shall Burn. Este nome é inspirado num álbum de Marduk,  Heaven Shall Burn… When We Are Gathered. Apesar de não serem grandes fans de Marduk, a banda gostou do nome e resolveu adoptá-lo.  A banda usa o termo Heaven, como metáfora para um falso paraíso, que impede as pessoas de verem claramente.
Em Abril de 2000, após longos meses de trabalho, é apresentado o primeiro álbum Asunder. Ainda em 2000, gravam um álbum split com a banda Caliban.
Após o lançamento do segundo álbum, Whatever It May Take a banda inicou uma tour pela Europa, América do Sul e Islândia. Por volta desta altura conheceram Olàfur Arnalds, que escreveu três faixas clássicas (Echoes, Risandi Von e Deyjandi Von) para o álbum Antigone, gravado em 2003. Este álbum é inspirado numa tragédia grega, em que Antigone e Iokaste foram enterrados vivos numa sepultura de pedra pelo rei Creon. Para a banda esta tragédia é uma metáfora para a autocracia e a liberdade do indivíduo, numa tirania.
Depois de assinarem com a Century Media, lançaram os álbuns The Split Program II (2005), Deaf to Our Prayers (2006).
Em 2008 é lançado um novo álbum, Iconoclast (Part 1: The Final Resistance). O grupo Heaven Shall Burn lançou seu novo álbum "Veto" no dia 19 de abril. Esse é o oitavo disco da banda. Sua arte de capa é a obra do pintor britânico John Collier, "Lady Godiva". O grupo comentou que a capa representa "um símbolo da luta contra a injustiça social e pela justiça social". O lançamento conta com uma edição especial limitada, que vem com um disco extra que tem a gravação de seu 500° show do grupo, realizado em Saalfeld, Alemanha, em 2012.
Wanderer, lançado em 2016, e o mais recente trabalho do grupo, que conta com a participaçao de George Fisher, vocalista do Cannibal Corpse.

## Integrantes
- Matthias Voigt - bateria
- Maik Weichert - guitarra
- Eric Bischoff - baixo
- Marcus Bischoff - vocal
- Alexander Dietz - guitarra

## Ex-integrantes
- Patrick Schleitzer - guitarra
- Patrick W. Engel - baixo (Apenas em estúdio, gravando o álbum Whatever it may take)
- Andre Moraweck - vocal
- Cristian Bass - bateria

## Discografia

### álbuns de estúdio
- 1999 - Heaven Shall Burn / Fall of Serenity (álbum split)
- 2000 - Asunder
- 2001 - The Split Program (álbum split)
- 2002 - Whatever It May Take (re-lançado em 2007)
- 2002 - In Battle… (There Is No Law)  compilação
- 2004 - Antigone
- 2005 - Tsunami Benefit CD-Single (álbum split)
- 2005 - The Split Program II (álbum split)
- 2006 - Deaf to Our Prayers
- 2007 - Voces Del Underground compilação
- 2008 - Iconoclast (Part 1: The Final Resistance)
- 2010 - Invictus
- 2013 - veto
- 2016 - Wanderer
- 2020 - Of Truth and Sacrifice

### EPs
- 1998 - In Battle There Is No Law (EP)